# Izzeldin Abuelaish
Izzeldin Abuelaish, MD (doctor en medicina), MPH (maestría en salud pública), es un médico palestino que nació y creció en el campo de refugiados de Jabalia. Abuelaish es un defensor de la paz entre palestinos e israelíes. Realizó la primaria y secundaria en las escuelas de los campamentos para refugiados. Recibió una beca para estudiar medicina en El Cairo, Egipto. Luego, obtuvo un diploma de Obstetricia y Ginecología por parte del Institute of Obstetrics and Gynaecology University of London.
Desde 1997 a 2002, completó un periodo de residencia médica en Obstetricia y Ginecología en el hospital de Soroka University, en Beer Sheva, Israel. Posteriormente, realizó una subespecialidad en Medicina Fetal en Italia y Bélgica, y luego una maestría en Salud Pública (Política Sanitaria y Gestión) en Harvard University.
Antes de que sus tres hijas fuesen asesinadas durante una incursión israelí en Gaza, llevada a cabo en enero de 2009. El doctor Abuelaish trabajó como investigador en el Gertner Institute en el Sheba Hospital en Tel Aviv.
Abueaish ha sido una figura importante en las relaciones entre Israel y Palestina durante varios años, trabajando en hospitales israelíes, y tratando a pacientes tanto israelíes como palestinos.
Pese a todo, esta horrible tragedia no endureció el corazón de Abuelaish, ni debilitó su determinación de actuar en favor de la humanidad. Abuelaish continúa a la altura de la descripción, realizada por un colega israelí, quien lo calificó como un puente mágico y secreto entre israelíes y palestinos.
Actualmente, el doctor Abuelaish es Profesor Asociado de Medicina en Dalla Lana School of Public Health, en la University of Toronto.
Ha sido invitado a dar exposiciones en el Parlamento Europeo, en el Parlamento belga, en la Cámara de los Comunes del Reino Unido, en el Congreso de estadounidense, en el Departamento de Estado estadounidense, el Foro 2000 en Praga, y en diversas instituciones académicas, universidades y organizaciones en Canadá, EE. UU. y Europa. 
El 11 de mayo de 2012, Izzeldin visitó la facultad de Ciencias Políticas y Jurídicas de la Universidad de Los Andes (Mérida, Venezuela) para dar una conferencia sobre la Paz a estudiantes y profesores.

## Medios de comunicación
Abuelaish tiene gran repercusión mediática, habiendo sido entrevistado por numerosos medios de comunicación, entre los que destacan:
- CNN: Christiane Amanpour, Anderson Cooper, Hala Gorani
- Al-jazeera International con Riz Khan
- BBC
- CBC
- ABC
- Democracy Now![8]
- VTV entrevistado por Walter Martínez

Además existen gran cantidad de artículos de opinión escritos sobre él, en relación sobre todo a su papel pacificador en el conflicto palestino-israelí.

## Premios
- 2009 :Stavros Niarchos Prize for Survivorship[9]
- 2009: Search for Common Ground Award; Washington[10]
- 2009: Middle East Institute Award; Washington[11]
- 2009: Sakharov Human Rights Prize nominee[12]
- 2010: Uncommon Courage Award; Center for Ethnic, Racial and Religious Understanding; Queens College, NY, USA[13]
- 2010: Mahatma Gandhi Peace Award of Canada[14]
- Nominado para el Premio Nobel de la Paz 2010[15]
- Uno de los 500 Musulmanes más influyentes durante 2 años consecutivos, 2009 y 2010 por el Royal Islamic Strategic Studies Centre

## Libros
- I Shall Not Hate: A Gaza Doctor's Journey on the Road to Peace and Human Dignity,[16] publicado por Random House Canada.[17]

Es un best seller en Canadá, y está siendo traducido a 15 lenguas, incluyendo: Árabe, francés, alemán, italiano, español, holandés, turco, portugués, finlandés, hebreo e indonesio.

## Filantropía
Abuelaish fundó la Daughters for Life Foundation, establecida para el desarrollo del liderazgo, la salud y la educación de las niñas y las mujeres en Oriente Medio, en memoria a sus 3 hijas.